# تيرينس ديفيز
تيرينس ديفيز (بالإنجليزية: Terence Davies)‏ (و. 1945  م) هو مخرج أفلام، وكاتب سيناريو بريطاني، ولد في ليفربول.

## وصلات خارجية
- تيرينس ديفيز على موقع IMDb (الإنجليزية)
- تيرينس ديفيز على موقع مونزينجر (الألمانية)
- تيرينس ديفيز على موقع ألو سيني (الفرنسية)
- تيرينس ديفيز على موقع أول موفي (الإنجليزية)
- تيرينس ديفيز على موقع قاعدة بيانات الأفلام السويدية (السويدية)
- تيرينس ديفيز على موقع إن إن دي بي (الإنجليزية)
- تيرينس ديفيز على موقع قاعدة بيانات الفيلم (الإنجليزية)
- تيرينس ديفيز على موقع كينوبويسك (الروسية)